# Eccoptopterus
Eccoptopterus (лат.) — род жуков-короедов из трибы Xyleborini (Scolytinae, Curculionidae).

## Распространение
Встречаются в тропических регионах Африки и Азии, Австралии и Океании.

## Описание
Мелкие жуки-короеды, величина которых колеблется в пределах нескольких миллиметров (от 2,5 мм до 4,2 мм). Тело обычно вытянутое и тёмное, в 2,0-2,3 раза длиннее своей ширины. Eccoptopterus отличается массивной переднеспинкой, которая почти такого же размера или больше, чем брюшко; в основании переднеспинки густой пучок щетинок; переднеспинка увеличенная; надкрылья с зубчиками по краям; задние голени заметно увеличенные и уплощенные. Кроме того, скутеллюм на одном уровне с надкрыльями, плоский, прококсы прилегают друг к другу.
Усики коленчатые с ясно отграниченной крупной булавой и скапусом, тонкими лапками. Самки имеют округлую, дорсовентрально уплощенную булаву усиков, дугообразные и уплощенные голени средних и задних ног, вооруженные несколькими зубчиками, переднеспинка сильно выпуклая антеродорсально, на переднем скате вооружена неровностями. Характерна гаплодиплоидия и облигатный симбиоз питания с грибами-ксилофагами («грибное садоводство»).
Построенные представителями этого рода в древесине галереи состоят из радиальной входной галереи, которая ведёт к нескольким ответвлениям в разных плоскостях, не проникая более чем на 3–4 см. Галереи в ветвях небольшого диаметра могут иметь продольные ответвления. Увеличенных выводковых камер нет.

## Классификация
Род впервые был выделен в 1863 году на основании типового вида Scolytus spinosus Olivier, 1800 (=Eccoptopterus sexspinosus Motschulsky, 1863). Включён в состав трибы Xyleborini (Scolytinae, Curculionidae). Внешне Eccoptopterus отличается от всех других родов своим внешним видом, но по некоторым признакам имеет сходство с Cnestus, Anisandrus и Streptocranus.
- Eccoptopterus drescheri
- Eccoptopterus eccoptopterus
- Eccoptopterus formosanus
- Eccoptopterus gracilipes
- Eccoptopterus intermedius
- Eccoptopterus limbus
- Eccoptopterus multispinosus
- Eccoptopterus pluridentatus
- Eccoptopterus sagittarius
- Eccoptopterus sexspinosus
- Eccoptopterus spinosus
- Eccoptopterus squamulosus
- Eccoptopterus tarsalis